# Octomeria
Octomeria es un género que tiene asignada 150 especies
 de orquídeas, de la tribu Epidendreae perteneciente a la familia (Orchidaceae). 
El nombre del género se refiere a las ocho polinias que tiene.

## Hábitat
Se encuentran en los Neotrópicos especialmente en Brasil.

## Descripción
El mismo nombre del género se refiere a sus ocho polinias. Son especies terrestres o epífitas, diminutas, sin psuedobulbos. Tiene hojas que se elevan con una corta inflorescencia con una o muchas flores.

## Especies seleccionadas
| 1. Octomeria aetheoantha Barb.Rodr., Gen. Spec. Orchid. 2: 106 (1881). 2. Octomeria albiflora Hoehne & Schltr., Arch. Bot. São Paulo 1: 230 (1926). 3. Octomeria albopurpurea Barb.Rodr., Gen. Spec. Orchid. 2: 107 (1881). 4. Octomeria alexandri Schltr., Anexos Mem. Inst. Butantan, Secç. Bot. 1(4): 53 (1922). 5. Octomeria aloifolia Barb.Rodr., Gen. Spec. Orchid. 2: 113 (1881). 6. Octomeria alpina Barb.Rodr., Gen. Spec. Orchid. 2: 102 (1881). 7. Octomeria amazonica Pabst, Orquídea (Rio de Janeiro) 29: 8 (1967). 8. Octomeria anceps Porto & Brade, Arq. Inst. Biol. Veg. 3: 134 (1937). 9. Octomeria anomala Garay & Dunst., Venez. Orchids Ill. 6: 284 (1976). 10. Octomeria arcuata Rolfe, Bull. Misc. Inform. Kew 1909: 61 (1909). 11. Octomeria auriculata Luer & Dalström, Selbyana 23: 26 (2002). 12. Octomeria bomboizae Luer, Selbyana 23: 29 (2002). 13. Octomeria bradei Schltr., Anexos Mem. Inst. Butantan, Secç. Bot. 1(4): 52 (1922). 14. Octomeria brevifolia Cogn. in C.F.P.von Martius & auct. suc. (eds.), Fl. Bras. 3(4): 643 (1896). 15. Octomeria buchtienii Schltr., Repert. Spec. Nov. Regni Veg. 27: 57 (1929). 16. Octomeria caetensis Pabst, Bradea 2: 316 (1979). 17. Octomeria caldensis Hoehne, Arch. Inst. Biol. Defesa Agric. 2: 50 (1929). 18. Octomeria callosa Luer, Phytologia 49: 197 (1981). 19. Octomeria campos-portoi Schltr., Arch. Jard. Bot. Rio de Janeiro 3: 291 (1922). 20. Octomeria cariocana Pabst, Arch. Jard. Bot. Rio de Janeiro 12: 134 (1953). 21. Octomeria chamaeleptotes Rchb.f., Linnaea 22: 817 (1850). 22. Octomeria chloidophylla (Rchb.f.) Garay, Bot. Mus. Leafl. 21: 253 (1967). 23. Octomeria cochlearis Rchb.f., Gard. Chron., n.s., 15: 266 (1881). 24. Octomeria colombiana Schltr., Repert. Spec. Nov. Regni Veg. Beih. 7: 121 (1920). 25. Octomeria concolor Barb.Rodr., Gen. Spec. Orchid. 2: 100 (1881). 26. Octomeria connellii Rolfe, Trans. Linn. Soc. London, Bot. 6: 60 (1901). 27. Octomeria cordilabia C.Schweinf., Bot. Mus. Leafl. 19: 204 (1961). 28. Octomeria costaricensis Schltr., Repert. Spec. Nov. Regni Veg. Beih. 19: 111 (1923). 29. Octomeria crassifolia Lindl., Companion Bot. Mag. 2: 354 (1836). 30. Octomeria crassilabia Pabst, Rodriguésia 18-19: 31 (1956). 31. Octomeria cucullata Porto & Brade, Arq. Inst. Biol. Veg. 3: 135 (1937). 32. Octomeria dalstroemii Luer, Selbyana 22: 117 (2001). 33. Octomeria decipiens Dammer, Orchis 4: 58 (1910). 34. Octomeria decumbens Cogn. in C.F.P.von Martius & auct. suc. (eds.), Fl. Bras. 3(4): 642 (1896). 35. Octomeria deltoglossa Garay, Bot. Mus. Leafl. 18: 199 (1958). 36. Octomeria dentifera C.Schweinf., Bot. Mus. Leafl. 19: 205 (1961). 37. Octomeria diaphana Lindl., Edwards's Bot. Reg. 25(Misc.): 91 (1839). 38. Octomeria edmundoi Brade, Orquídea (Rio de Janeiro) 6: 14 (1943). 39. Octomeria ementosa Barb.Rodr., Gen. Spec. Orchid. 2: 102 (1881). 40. Octomeria erosilabia C.Schweinf., Bot. Mus. Leafl. 3: 85 (1935). 41. Octomeria estrellensis Hoehne, Arq. Bot. Estado São Paulo, n.s., f.m., 1(1): 15 (1938). 42. Octomeria exchlorophyllata Barb.Rodr., Gen. Spec. Orchid. 2: 103 (1881). 43. Octomeria exigua C.Schweinf., Bot. Mus. Leafl. 3: 86 (1935). 44. Octomeria fasciculata Barb.Rodr., Gen. Spec. Orchid. 1: 32 (1877). 45. Octomeria fialhoensis Dutra ex Pabst, Sellowia 10: 133 (1959). 46. Octomeria fibrifera Schltr., Repert. Spec. Nov. Regni Veg. Beih. 35: 63 (1925). 47. Octomeria filifolia C.Schweinf., Bot. Mus. Leafl. 19: 206 (1961). 48. Octomeria fimbriata Porto & Peixoto, Arch. Jard. Bot. Rio de Janeiro 3: 288 (1922). 49. Octomeria flabellifera Pabst, Bradea 2: 56 (1975). 50. Octomeria flaviflora C.Schweinf., Bot. Mus. Leafl. 19: 207 (1961). 51. Octomeria frenchiana P.Feldmann & N.Barré, Lindleyana 11: 199 (1996). 52. Octomeria gehrtii Hoehne & Schltr., Arch. Bot. São Paulo 1: 232 (1926). 53. Octomeria gemmula Carnevali & I.Ramírez, Ernstia 39: 13 (1986). 54. Octomeria geraensis (Barb.Rodr.) Barb.Rodr., Gen. Spec. Orchid. 2: 295 (1881). 55. Octomeria glazioveana Regel, Trudy Imp. S.-Peterburgsk. Bot. Sada 8: 277 (1883). 56. Octomeria gracilicaulis Schltr., Repert. Spec. Nov. Regni Veg. Beih. 35: 63 (1925). 57. Octomeria gracilis Lodd. ex Lindl., Edwards's Bot. Reg. 24(Misc.): 36 (1838). 58. Octomeria graminifolia (L.) R.Br. in W.T.Aiton, Hortus Kew. 5: 211 (1813). 59. Octomeria grandiflora Lindl., Edwards's Bot. Reg. 28(Misc.): 64 (1842). 60. Octomeria guentheriana Kraenzl., Repert. Spec. Nov. Regni Veg. 25: 19 (1928). 61. Octomeria harantiana I.Bock, Orchidee (Hamburg) 35: 49 (1984). 62. Octomeria hatschbachii Schltr., Repert. Spec. Nov. Regni Veg. 23: 45 (1926). 63. Octomeria heleneana Carnevali & F.Delascio, Ernstia 45: 12 (1987). 64. Octomeria helvola Barb.Rodr., Gen. Spec. Orchid. 2: 110 (1881). 65. Octomeria hirtzii Luer, Selbyana 23: 29 (2002). 66. Octomeria hoehnei Schltr., Arch. Bot. São Paulo 1: 234 (1926). 67. Octomeria iguapensis Schltr., Anexos Mem. Inst. Butantan, Secç. Bot. 1(4): 50 (1922). 68. Octomeria integrilabia C.Schweinf., Bot. Mus. Leafl. 3: 87 (1935). 69. Octomeria irrorata Schltr., Notizbl. Bot. Gart. Berlin-Dahlem 7: 325 (1919). 70. Octomeria itatiaiae Brade & Pabst, Orquídea (Rio de Janeiro) 28: 4 (1966). 71. Octomeria juergensii Schltr., Repert. Spec. Nov. Regni Veg. Beih. 35: 64 (1925). 72. Octomeria juncifolia Barb.Rodr., Gen. Spec. Orchid. 2: 110 (1881). 73. Octomeria kestrochila Garay & Dunst., Venez. Orchids Ill. 6: 288 (1976). 74. Octomeria lamellaris Luer, Selbyana 23: 30 (2002). 75. Octomeria lancipetala C.Schweinf., Bot. Mus. Leafl. 19: 210 (1961). 76. Octomeria leptophylla Barb.Rodr., Gen. Spec. Orchid. 2: 112 (1881). 77. Octomeria lichenicola Barb.Rodr., Gen. Spec. Orchid. 2: 112 (1881). 78. Octomeria linearifolia Barb.Rodr., Gen. Spec. Orchid. 2: 106 (1881). 79. Octomeria lithophila (Barb.Rodr.) Barb.Rodr., Gen. Spec. Orchid. 2: 295 (1881). 80. Octomeria lobulosa Rchb.f., Hamburger Garten- Blumenzeitung 14: 215 (1858). 81. Octomeria loddigesii Lindl., Companion Bot. Mag. 2: 354 (1836). 82. Octomeria longifolia Schltr., Repert. Spec. Nov. Regni Veg. Beih. 27: 58 (1924). 83. Octomeria longipedicellata Seehawer, Orchidee (Hamburg) 56: 463 (2005). 84. Octomeria margaretae Pabst ex Toscano, Bradea 3: 117 (1980). 85. Octomeria mauritii Pabst & Moutinho, Bradea 3: 16 (1979). 86. Octomeria medinae Luer & J.Portilla, Selbyana 23: 33 (2002). 87. Octomeria micrantha Barb.Rodr., Gen. Spec. Orchid. 1: 33 (1877). 88. Octomeria minor C.Schweinf., Bot. Mus. Leafl. 3: 89 (1935). 89. Octomeria minuta Cogn. in C.F.P.von Martius & auct. suc. (eds.), Fl. Bras. 3(4): 633 (1896). 90. Octomeria mocoana Schltr., Repert. Spec. Nov. Regni Veg. Beih. 27: 59 (1924). 91. Octomeria montana Barb.Rodr., Gen. Spec. Orchid. 2: 108 (1881). 92. Octomeria monticola C.Schweinf., Bot. Mus. Leafl. 9: 43 (1941). 93. Octomeria nana C.Schweinf., Bot. Mus. Leafl. 19: 211 (1961). 94. Octomeria ochroleuca Barb.Rodr., Gen. Spec. Orchid. 1: 31 (1877). 95. Octomeria octomeriantha (Hoehne) Pabst, Bradea 1: 180 (1972). 96. Octomeria oncidioides Luer, Revista Soc. Boliv. Bot. 4: 11 (2003). 97. Octomeria oxychela Barb.Rodr., Gen. Spec. Orchid. 2: 99 (1881). 98. Octomeria palmyrabellae Barb.Rodr., Rodriguésia 8: 38 (1937). 99. Octomeria parvifolia Rolfe, Trans. Linn. Soc. London, Bot. 6: 60 (1901). 100. Octomeria parvula C.Schweinf., Bot. Mus. Leafl. 3: 90 (1935). 101. Octomeria peruviana D.E.Benn. & Christenson, Icon. Orchid. Peruv.: t. 521 (1998). 102. Octomeria petulans Rchb.f., Hamburger Garten- Blumenzeitung 15: 59 (1859). 103. Octomeria pinicola Barb.Rodr., Gen. Spec. Orchid. 2: 101 (1881). 104. Octomeria portillae Luer & Hirtz, Monogr. Syst. Bot. Missouri Bot. Gard. 95: 235 (2004). 105. Octomeria praestans Barb.Rodr., Gen. Spec. Orchid. 2: 112 (1881). 106. Octomeria prostrata H.Stenzel, Lindleyana 16: 26 (2001). 107. Octomeria pusilla Lindl., Companion Bot. Mag. 2: 354 (1836). 108. Octomeria pygmaea C.Schweinf., Bot. Mus. Leafl. 14: 53 (1949). 109. Octomeria recchiana Hoehne, Bol. Inst. Brasil. Sci. 3: 48 (1928). 110. Octomeria reitzii Pabst, Sellowia 7: 178 (1956). 111. Octomeria rhizomatosa C.Schweinf., Fieldiana, Bot. 28(1): 188 (1951). 112. Octomeria rhodoglossa Schltr., Notizbl. Bot. Gart. Berlin-Dahlem 7: 276 (1918). 113. Octomeria rígida Barb.Rodr., Gen. Spec. Orchid. 2: 104 (1881). 114. Octomeria riograndensis Schltr., Repert. Spec. Nov. Regni Veg. Beih. 35: 65 (1925). 115. Octomeria rodeiensis Barb.Rodr., Gen. Spec. Orchid. 2: 105 (1881). 116. Octomeria rodriguesii Cogn. in C.F.P.von Martius & auct. suc. (eds.), Fl. Bras. 3(4): 629 (1896). 117. Octomeria rohrii Pabst, Orquídea (Rio de Janeiro) 13: 220 (1951). 118. Octomeria romerorum Carnevali & I.Ramírez, Ann. Missouri Bot. Gard. 77: 551 (1990). 119. Octomeria rotundata Luer & Hirtz, Selbyana 22: 117 (2001). 120. Octomeria rotundiglossa Hoehne, Bot. Jahrb. Syst. 68: 137 (1937). 121. Octomeria rubrifolia Barb.Rodr., Gen. Spec. Orchid. 1: 31 (1877). 122. Octomeria sagittata (Rchb.f.) Garay, Bot. Mus. Leafl. 21: 253 (1967). 123. Octomeria sancti-angeli Kraenzl., Kongl. Svenska Vetensk Akad. Handl. 46(10): 52 (1911). 124. Octomeria sarcophylla Barb.Rodr., Gen. Spec. Orchid. 2: 104 (1881). 125. Octomeria sarthouae Luer, Bull. Mus. Natl. Hist. Nat., B, Adansonia 13: 47 (1991). 126. Octomeria saundersiana Rchb.f., Gard. Chron., n.s., 13: 264 (1880). 127. Octomeria schultesii Pabst, Arq. Bot. Estado São Paulo, n.s., f.m., 3: 268 (1962). 128. Octomeria scirpoidea (Poepp. & Endl.) Rchb.f., Bot. Zeitung (Berlin) 10: 856 (1852). 129. Octomeria serrana Hoehne, Bol. Inst. Brasil. Sci. 3: 45 (1928). 130. Octomeria setigera Pabst, Anais Congr. Soc. Bot. Brasil 14: 17 (1964). 131. Octomeria spannagelii Hoehne, Arq. Bot. Estado São Paulo, n.s., f.m., 1(1): 17 (1938). 132. Octomeria spatulata Rchb.f., Hamburger Garten- Blumenzeitung 16: 424 (1860). 133. Octomeria splendida Garay & Dunst., Venez. Orchids Ill. 6: 292 (1976). 134. Octomeria stellaris Barb.Rodr., Gen. Spec. Orchid. 2: 99 (1881). 135. Octomeria steyermarkii Garay & Dunst., Venez. Orchids Ill. 3: 204 (1965). 136. Octomeria tapiricataractae G.A.Romero & Luer, Harvard Pap. Bot. 7: 84 (2002). 137. Octomeria taracuana Schltr., Beih. Bot. Centralbl. 42(2): 93 (1925). 138. Octomeria tenuis Schltr., Repert. Spec. Nov. Regni Veg. 10: 455 (1912). 139. Octomeria tricolor Rchb.f., Gard. Chron. 1872: 1035 (1872). 140. Octomeria tridentata Lindl., Edwards's Bot. Reg. 25(Misc.): 35 (1839). 141. Octomeria truncicola Barb.Rodr., Gen. Spec. Orchid. 2: 101 (1881). 142. Octomeria umbonulata Schltr., Repert. Spec. Nov. Regni Veg. Beih. 35: 67 (1925). 143. Octomeria unguiculata Schltr., Repert. Spec. Nov. Regni Veg. Beih. 35: 66 (1925). 144. Octomeria ventii H.Dietr., in Fl. Rep. Cuba, Ser. A., 12(2): 17 (2007). 145. Octomeria warmingii Rchb.f., Otia Bot. Hamburg.: 94 (1881). 146. Octomeria wawrae Rchb.f. ex Wawra, Itin. Princ. S. Coburgi 2: 156 (1888). 147. Octomeria wilsoniana Hoehne, Arch. Inst. Biol. Defesa Agric. 2: 51 (1929). 148. Octomeria ximenae Luer & Hirtz, Selbyana 23: 33 (2002). 149. Octomeria yauaperyensis Barb.Rodr., Vellosia, ed. 2, 1: 120 (1891). |